# Rosamond McKitterick
Rosamond McKitterick (ur. 31 maja 1949 w Chesterfield) – brytyjska historyczka, mediewistka. 
Ukończyła studia na Uniwersytecie w Cambridge, gdzie również uzyskała tytuł doktora. Przez cztery lata studiowała na Uniwersytecie w Monachium.
Od 1999 roku jest profesorem historii średniowiecznej na Uniwersytecie w Cambridge. W 2010 nagrodzona International Dr A.H. Heiniken Prize in History.
Należy do Royal Historical Society i Royal Society of Arts, Manufacturing and Commerce.

## Wybrane publikacje
- The Frankish Church and the Carolingian Reforms, 789-895 (1977)
- The Frankish Kingdoms under the Carolingians, 751-987 (1983)
- The Carolingians and the Written Word (1989)
- Books, Scribes and Learning in the Frankish Kingdoms, 6th to 9th Centuries. (Collected Studies; 452.) Aldershot: Variorum, (1994)
- The Frankish Kings and Culture in the Early Middle Ages (1995)
- History and Memory in the Carolingian World (2004)
- Perceptions of the Past in the Early Middle Ages (2006)
- Charlemagne: the formation of a European identity (2008)

prace redakcyjne
- (ed.) The Uses of Literacy in Early Medieval Europe (1990)
- (ed.) Carolingian Culture: emulation and innovation (1994)
- (ed.) The New Cambridge Medieval History, II: c.700 - c.900 (1995)
- (ed., with Roland Quinault) Edward Gibbon and Empire Cambridge University Press (1997)
- (ed.) The Early Middle Ages, 400-1000 (2001)
- (ed.) Atlas of the Medieval World (2004)

## Przekłady w języku polskim
- Wczesne średniowiecze: od 400 do 1000 r., pod red. Rosamond McKitterick, z ang. przeł. Zbigniew Dalewski, Warszawa: "Świat Książki" 2003 (wyd. 2- 2010, wyd. 3 - 2011).
- Królestwa Karolingów 751-987: władza, konflikty, kultura, tł. Bartosz Hlebowicz, Mateusz Wilk, Warszawa: Wydawnictwo Naukowe PWN, 2011.